# Maigo
Maigo è una municipalità di quinta classe delle Filippine, situata nella Provincia di Lanao del Norte, nella Regione del Mindanao Settentrionale.
Maigo è formata da 13 baranggay:
- Balagatasa
- Camp 1
- Claro M. Recto
- Inoma
- Kulasihan (Villanueva)
- Labuay
- Liangan West
- Mahayahay
- Maliwanag
- Mentring
- Poblacion
- Santa Cruz
- Sogapod